# Ipomoea incerta
Ipomoea incerta là một loài thực vật có hoa trong họ Bìm bìm. Loài này được (Britton) Urb. mô tả khoa học đầu tiên năm 1924.